# Cabra transmontano
Le cabra transmontano ou queijo de cabra transmontano en portugais, est un fromage portugais fabriqué dans les districts de Brangance et de Vila Real de la région Nord. Il s'agit d'un fromage au lait de chèvre cru. Il est protégé à l'échelle européenne par une appellation d'origine protégée depuis 1996.

## Description
Le cabra transmontano se présente sous forme de cylindres de 3 à 6 cm de hauteur. Il existe deux formats de cabra transmontano : petit, pesant entre 250 g et 500 g, avec un diamètre de 6 cm à 12 cm; grand pesant entre 500 g et 900 g avec un diamètre de 12 cm à 19 cm. La pâte est dure, blanche et à quelques trous. la croûte est lisse et de couleur blanche ou rouge si le fromage a été frotté avec de l'huile d'olive au paprika.
Le cabra transmontano a une teneur en matière grasse d'au moins 28 % sur extrait sec, et l'extrait sec représente au minimum 65 % du poids du fromage.

## Fabrication
Le cabra transmontano est fabriqué à partir de lait de chèvres de race serrana, élevées dans les municipalités de Mirandela, Macedo de Cavaleiros, Alfândega da Fé, Carrazeda de Ansiães, Vila Flor, Torre de Moncorvo, Freixo de Espada à Cinta, Mogadouro, Vimioso, Alijó, Valpaços et Murça et une partie de la municipalité de Bragance. Le lait, cru, est caillé grâce à de la présure animale. Le fromage est affiné au minimum 3 mois. Il peut être recouvert d'un mélange d'huile d'olive et de paprika, ce qui lui donne alors une couleur rouge vif.